# حسين باشا بن مكي
البكلربك حسين باشا بن مكي هو سياسي عثماني شغل منصب والي دمشق منذ 1 فبراير 1757 حتى 1 ديسمبر 1757.

## مناصبه
تولى المناصب التالية:
- والي دمشق (1 فبراير 1757–1 ديسمبر 1757)